# Ratpenat de ferradura del Transvaal
El ratpenat de ferradura del Transvaal (Rhinolophus simulator) és una espècie de ratpenat de la família dels rinolòfids. Viu a Botswana, el Camerun, Costa d'Ivori, Eswatini, Etiòpia, Guinea, Kenya, Libèria, Malawi, Moçambic, Nigèria, Sud-àfrica, el Sudan del Sud, Tanzània, Uganda, Zàmbia i Zimbàbue. El seu hàbitat natural són coves en àrees de sabana humida. No hi ha cap amenaça significativa per a la supervivència d'aquesta espècie, tot i que està afectada per la pèrdua d'hàbitat.